# Мидяшкино
Мидяшкино (горномар. Мидäшкäн) — деревня в Горномарийском районе Марий Эл Российской Федерации. Входит в состав Пайгусовского сельского поселения.
Численность населения — 63 чел. (2014 год).

## География
Располагается в 10 км на север от административного центра сельского поселения — села Пайгусово, на реке Сумка. В 1,5 км от автодороги Картуково — Микряково — Васильсурск.

## История
Впервые деревня упоминается в 1795 году.
В списках населённых мест Казанской губернии 1859 года упоминается под официальным названием деревня Средняя Шешмара, в просторечии — Мидяшкина.
С середины XVIII века деревня относилась к церковному приходу с. Пайгусово. В конце XVIII — начале XX веков входила в Больше-Юнгинскую волость Козьмодемьянского уезда. В 1930 г. жителями деревни был организован колхоз «Красное Мидяшкино», который позднее был укрупнен в колхоз «III Интернационал».

## Население
| 1859 | 2002 | 2010 | 2014 |
| ---- | ---- | ---- | ---- |
| 135  | ↘66  | ↘56  | ↗63  |